# Ji Xiaoou
Ji Xiaoou (chinesisch 季晓鸥; * 11. Juni 1980 in Baishan) ist eine ehemalige chinesische Freestyle-Skierin. Sie war auf die Disziplin Aerials (Springen) spezialisiert.

## Werdegang
Ji startete im Dezember 1993 in Tignes erstmals im Freestyle-Skiing-Weltcup, wobei sie den 22. Platz errang. In den folgenden Jahren belegte sie bei den Olympischen Winterspielen 1994 in Lillehammer den 18. Platz, bei den Weltmeisterschaften 1995 in La Clusaz den 21. Rang und bei den Weltmeisterschaften 1997 im Iizuna Kōgen Sukī-jō den 11. Platz. Nachdem sie zu Beginn der Saison 1997/98 im Mount Buller mit dem zehnten Platz ihre erste Top-Zehn-Platzierung im Weltcup erringen konnte, holte sie in Mont Tremblant ihren und einzigen Weltcupsieg und sprang in Blackcomb bei ihren letzten Weltcup auf den zehnten Platz. Sie kam damit auf den 37. Platz im Gesamtweltcup und auf den zehnten Rang im Aerials-Weltcup. Letztmals international startete sie bei den  Olympischen Winterspielen 1998 in Nagano. Dort wurde sie Zwölfte.

## Erfolge

### Olympische Spiele
- 1994 Lillehammer: 18. Platz Aerials
- 1998 Nagano: 12. Platz Aerials

### Weltmeisterschaften
- 1995 La Clusaz: 21. Platz Aerials
- 1997 Iizuna Kōgen: 11. Platz Aerials

### Weltcupsiege
Ji nahm an acht Weltcups teil und erreichte drei Top-Zehn-Platzierungen.
| Datum           | Ort            | Land   | Disziplin |
| --------------- | -------------- | ------ | --------- |
| 10. Januar 1998 | Mont-Tremblant | Kanada | Aerials   |

### Weltcupwertungen
| Saison  | Gesamt | Gesamt | Aerials | Aerials |
| Saison  | Platz  | Punkte | Platz   | Punkte  |
| ------- | ------ | ------ | ------- | ------- |
| 1993/94 | 6      | 86.    | 52      | 29.     |
| 1994/95 | 3      | 97.    | 24      | 30.     |
| 1997/98 | 57     | 37.    | 400     | 10.     |